# Новосёлов, Алексей Викторович
Алексей Викторович Новосёлов (род. 6 февраля 1983 года) — российский искусствовед, член-корреспондент Российской академии художеств (2012).

## Биография
Родился 6 февраля 1983 года, живёт и работает в Москве.
Выпускник Российского государственного гуманитарного университета, специальность «искусствоведение».
В 2012 году — избран членом-корреспондентом Российской академии художеств от Отделения искусствознания и художественной критики.
Заместитель директора Московского музея современного искусства по экспозиционной и выставочной работе, член редакционного совета журнала «Диалог искусств».
Комиссар VII Московской международной биеннале молодого искусства; Член арт-дирекции международного фестиваля школы «Территория», член ИКОМ.
Участник множества экспертных советов и жюри конкурсов, проектов и инициатив в сфере современного искусства.

## Награды
- Премия Правительства Москвы работникам государственных учреждений культуры города Москвы в номинации «За лучший реализованный проект в сфере искусства» (2014)
- Серебряная медаль за создание и реализацию проекта «Образовательный центр Московского музея современного искусства» (2018)
- Лауреат премии «Инновация-2020» в номинации «Проект года»